# Divisione Nazionale 1934 (pallacanestro maschile)
La Divisione Nazionale 1934 è stata la quattordicesima edizione del massimo campionato italiano di pallacanestro maschile.
Le 10 squadre iscritte vengono divise in 2 gironi. Le squadre si affrontano in un girone all'italiana con partite di andata e ritorno. La Ginnastica Triestina vince il suo terzo scudetto.
Le prime classificate dei 2 gironi si scontrano in finale.

## Girone A

### Classifica
|  | Pos. | Squadra                            | Pt | G | V | N | P | PtF | PtS |
|  | ---- | ---------------------------------- | -- | - | - | - | - | --- | --- |
|  | 1.   | Ginnastica Triestina               | 14 | 8 | 7 | 0 | 1 | 258 | 124 |
|  | 2.   | Ginnastica Roma                    | 10 | 8 | 5 | 0 | 3 | 191 | 159 |
|  | 3.   | La Filotecnica Milano              | 8  | 8 | 4 | 0 | 4 | 151 | 168 |
|  | 4.   | Reale Società Ginnastica di Torino | 6  | 8 | 3 | 0 | 5 | 154 | 231 |
|  | 5.   | GUF Padova                         | 2  | 8 | 1 | 0 | 7 | 111 | 183 |

Legenda:
      Ammessa alla finale.
Regolamento:
La vittoria vale 2 punti, la sconfitta 0. È ammesso il pareggio e vale 1 punto.
In caso di arrivo a pari punti, contano gli scontri diretti e la classifica avulsa.

### Risultati
| Risultati girone A                 | fMI   | RM    | TO    | TS    | PD    |
| ---------------------------------- | ----- | ----- | ----- | ----- | ----- |
| Filotecnica Milano                 |       | 28-24 | 27-19 | 21-20 | 24-15 |
| Ginnastica Roma                    | 20-12 |       | 27-12 | 22-26 | 34-10 |
| Reale Società Ginnastica di Torino | 28-18 | 19-23 |       | 21-37 | 29-24 |
| Ginnastica Triestina               | 27-9  | 35-16 | 66-14 |       | 29-7  |
| GUF Padova                         | 15-12 | 17-25 | 9-12  | 14-18 |       |

## Girone B

### Classifica
|  | Pos. | Squadra              | Pt | G | V | N | P | PtF | PtS |
|  | ---- | -------------------- | -- | - | - | - | - | --- | --- |
|  | 1.   | Borletti Milano      | 14 | 8 | 7 | 0 | 1 | 224 | 130 |
|  | 2.   | OSA Milano           | 10 | 8 | 5 | 0 | 3 | 209 | 123 |
|  | 3.   | Reyer Venezia        | 8  | 8 | 4 | 0 | 4 | 187 | 155 |
|  | 4.   | Pallacanestro Napoli | 8  | 8 | 4 | 0 | 4 | 130 | 177 |
|  | 5.   | U.S. Bari            | 0  | 8 | 0 | 0 | 8 | 117 | 282 |

Legenda:
      Ammessa alla finale.
Regolamento:
La vittoria vale 2 punti, la sconfitta 0. È ammesso il pareggio e vale 1 punto.
In caso di arrivo a pari punti, contano gli scontri diretti e la classifica avulsa.

### Risultati
| Risultati girone B   | Bor   | OSA   | NA    | VE    | BA    |
| -------------------- | ----- | ----- | ----- | ----- | ----- |
| Borletti Milano      |       | 14-11 | 14-16 | 14-11 | 60-19 |
| OSA Milano           | 23-30 |       | 29-14 | 41-7  | 34-6  |
| Pallacanestro Napoli | 12-28 | 18-38 |       | 13-11 | 34-15 |
| Reyer Venezia        | 23-28 | 19-15 | 30-9  |       | 39-19 |
| U.S. Bari            | 15-36 | 15-18 | 12-14 | 16-47 |       |

## Finale
|  | Finale               |                      |                      |                      |    |    |    |  |
|  |                      |                      |                      |                      |    |    |    |  |
|  | Borletti Milano      | Borletti Milano      | Borletti Milano      | Borletti Milano      | 40 | 17 | 20 |  |
|  | Ginnastica Triestina | Ginnastica Triestina | Ginnastica Triestina | Ginnastica Triestina | 22 | 27 | 29 |  |

La terza partita di spareggio fu giocata una prima volta a Bologna il 3 giugno 1934 e vinse la Ginnastica Triestina 21-19; l'incontro fu però annullato e fatto ripetere il 10 giugno. In precedenza, i primi due incontri furono disputati il 13 maggio ed il 20 maggio 1934.

## Verdetti
- Campione d'Italia:  Ginnastica Triestina

Formazione: Luciano Antonini, Bruno Caracoi, Albino Cuppo, Giorgio Fabro, Livio Franceschini, Emilio Giassetti, Egidio Premiani, Ezio Varisco, Tullio Zanetti. Allenatore: Attilio De Filippi.